# JBL's・キャビネット
ジェイビーエルズ・キャビネット（JBL's Cabinet）は、アメリカのプロレス団体WWEの興行に登場するタッグチーム。日本ではJBL内閣とも呼ばれ、また単にキャビネットとも呼ばれる。

## 概要
チームの結成は2004年。ブラッドショーがギミックチェンジによりゴロツキキャラから株で成功した嫌味な証券アナリストとなり、リングネームもジョン・ブラッドショー・レイフィールド(JBL)となった後、グレート・アメリカン・バッシュ2004にてエディ・ゲレロからWWE王座を奪取した際に結成された。JBL自体がヒールであったため、チームも同様にヒールであった。
チームの構成員は、結成当初は補佐官役としてオーランド・ジョーダンが加わっていたが、後にダグ・バシャム、ダニー・バシャムのバシャムズも加入した。構成員はJBLを補佐する為、JBLの試合で介入してJBLの王座防衛などを手伝っていた。また広報担当としてエイミー・ウェーバーも加わっていたが、2005年2月のWWE日本興行後に脱退している。これは、エイミー・ウェーバーはかつて日本のストリップ劇場で働いていた経験があるが、その時のチラシを手に入れたランディ・オートンから、アメリカへ帰国する飛行機の機内でセクハラを受け続けたことによる。
エイミー脱退後は前述の4名のチームに戻ったが、レッスルマニア21でWWE王座流出以降、ストーリー上JBLの横暴に耐え切れなくなったとしてバシャムズが脱退した。バシャムズ脱退後はオーランドとJBLのチームであったが、チームはそのままフェードアウトした。実質JBLの単独チームになって以降、MNMのフィクサー役であったジリアン・ホールが参謀役で加入。ジリアンもレッスルマニア22以降チームから『解雇』され、以降JBL一人のチームとなっており、実質的にはチーム活動は終了している。